# 北街街道 (锦州市)
北街街道，是中华人民共和国辽宁省锦州市古塔区下辖的一个乡镇级行政单位。

## 行政区划
北街街道下辖以下地区：
东一社区、东二社区、鑫城园社区、星桥社区、北一社区和北二社区。